# Avaya
Avaya Inc. – amerykańskie przedsiębiorstwo telekomunikacyjne, które specjalizuje się w technologii VoIP, contact center, mobile voice i przesyłaniu danych. Zostało założone w 2000 r. poprzez wydzielenie z Lucent Technologies (wcześniej wydzielonej z AT&T) działu Enterprise/BCS.
Obecnie zatrudnia około 10 tys. pracowników, w tym 40% poza USA.